# Vafþrúðnir

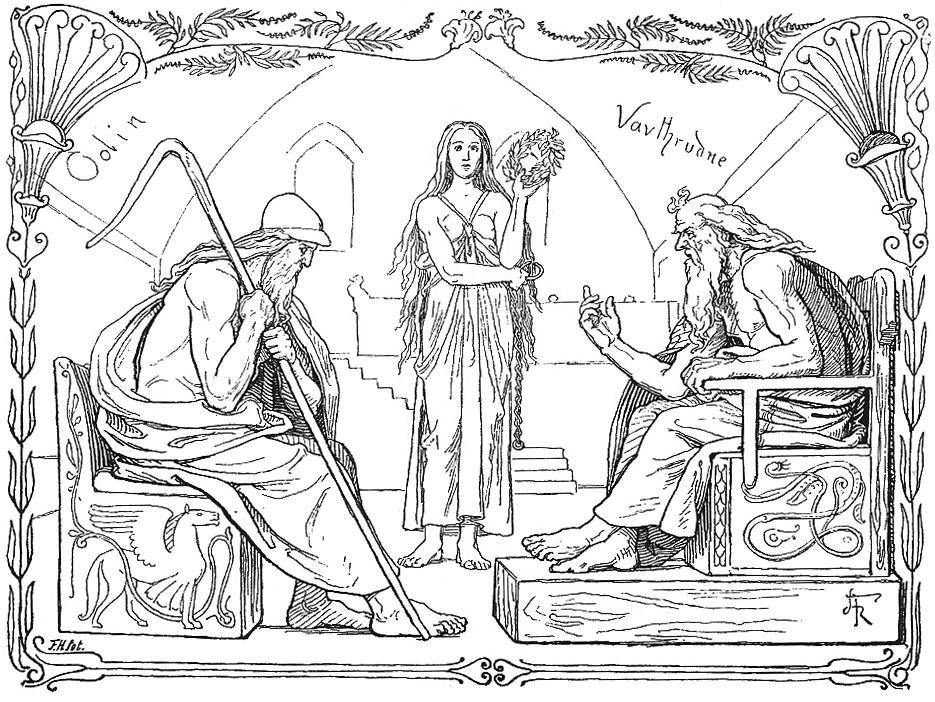
Odin y Vafþrúðnir durante su batalla de ingenio (1895) por Lorenz Frølich.

Vafþrúðnir era un gigante en la mitología nórdica; fue anfitrión en una batalla de ingenio en la cual se enfrentó a Odín. Este último le derrotó, tal cual aparece en el poema Vafþrúðnismál, que forma parte de la Edda poética. 